# Cinema parabicho
Cinema parabicho es un cortometraje realizado por el colectivo Producciones Güenas en 2004.
Esta película constituye el tercer cortometraje realizado en 2004, por el colectivo Producciones Güenas de Córdoba (España) y el más laureado[cita requerida] de esta productora hasta el momento.
El rodaje se desarrolló en una sola jornada de ocho horas y la grabación se llevó a cabo en el interior de un invernadero del Jardín Botánico de Córdoba. Para llevarlo a cabo se construyó una margarita gigante de goma espuma y madera. Destacan en el corto especialmente las interpretaciones de Joaquín Núñez en el papel de "Guachi" y Kiu López, que sacan el máximo partido a un texto escrito a base de títulos de películas y frases famosas de personajes de cine[cita requerida]. El montaje se realizó en una jornada de seis horas.
El cortometraje hizo historia en la ciudad de Málaga al ser el primer corto en ganar simultáneamente Premio del Jurado y Premio del Público[cita requerida] en la Categoría de Videocreación Local durante el VIII Festival de Cine Español de Málaga.

## Sinopsis
El amor tiene dos caras, sonrisas y lágrimas, y lo que la verdad esconde es que a los que aman les espera un camino a la perdición

## Premios
| Año  | Festival                                                     | Premio |
| ---- | ------------------------------------------------------------ | --- |
| 2004 | III Festival de Cine Instantáneo de Córdoba                  | Primer Premio del Jurado |
| 2004 | III Festival de Cine Instantáneo de Córdoba                  | Premio del Público |
| 2005 | VIII Festival de Cine Español de Málaga                      | Premio del Jurado. Mejor Producción de Ficción. Videocreación local.                                                                                           |
| 2005 | VIII Festival de Cine Español de Málaga                      | Premio del Público. Videocreación local. |
| 2005 | IV Festival Internacional Almería en Corto                   | Premio RTVA al Mejor Corto Andaluz |
| 2005 | III Festival de Cortometrajes Cinemalaga de Yelmo Cineplex   | Segundo Premio del Jurado |
| 2005 | II Certamen de Cortometrajes Corto Doble de Canal Málaga     | Mejor corto malagueño |
| 2005 | II Certamen de Cortometrajes Corto Doble de Canal Málaga     | Mejor interpretación ex aequo para Joaquín Núñez y Kiu López (enlace roto disponible en Internet Archive; véase el historial, la primera versión y la última). |
| 2005 | VI Festival de Cortometrajes "Cortos de Aquí y Allí" de Elda | Premio del Público |